# José Secundino de Gomensoro
José Secundino de Gomensoro foi um oficial da Armada Imperal Brasileira. Nasceu em 1º de junho de 1812, na Colônia do Santíssimo Sacramento, na Cisplatina (atualmente Uruguai), filho de José Gomensoro e Xaviera Alvim. Ingressou na Armada como voluntário em 4 de junho de 1829. Ao longo de sua carreira, foi promovido aos seguintes postos: Segundo-Tenente em 23 de outubro de 1833, Primeiro-Tenente em 7 de setembro de 1837, Capitão-Tenente em 3 de março de 1852, Capitão-de-Fragata em 2 de dezembro de 1857, Capitão-de-Mar-e-Guerra em 2 de dezembro de 1862 e Chefe de Divisão em 18 de junho de 1867.  É notório por ter comandado uma das duas divisões navais brasileiras na Batalha Naval do Riachuelo, em 1865, durante a Guerra do Paraguai.
Durante sua carreira, atuou em diversas comissões a bordo de diferentes embarcações, incluindo o navio transporte Trinta de Agosto, o brigue-barca São Christóvão, o paquete Niger, a escuna D. Francisca, a fragata Imperatriz, entre outras. José Secundino de Gomensoro faleceu em 30 de agosto de 1869.